# Charles Perrault
Charles Perrault (ur. 12 stycznia 1628 w Paryżu, zm. 16 maja 1703 tamże) – francuski pisarz i urzędnik, uczestnik sporu starożytników z nowożytnikami (Querelle des Anciens et des Modernes). Współcześnie znany przede wszystkim jako autor baśni.

## Życiorys
Urodził się w rodzinie mieszczańskiej jako najmłodsze z siedmiorga dzieci Pâquette Le Clerc i Pierre’a Perrault, członka paryskiego parlamentu. Od ósmego roku życia uczył się w kolegium Dormans-Beauvais, jednak w następstwie sporu z nauczycielem filozofii opuścił je w 1644 roku wraz z przyjacielem Beaurainem, z którym następnie przez kilka lat uczył się wspólnie na własną rękę.
W 1651 roku zdał w Orleanie egzamin z prawa cywilnego i rzymskiego i otrzymał licencję adwokata. Jego kariera prawnicza ograniczyła się jednak do zaledwie dwóch spraw, jakie poprowadził w 1652 i 1653 roku. Przez kolejnych dziesięć lat pracował jako zastępca swojego brata Pierre’a, głównego poborcy podatków w Paryżu (receveur général des finances).
Perrault od wczesnych lat próbował swoich sił w twórczości literackiej. W okresie samodzielnej nauki wspólnie z Beaurainem oraz braćmi Nicolasem i Claude’em napisał burleskową trawestację szóstej księgi Eneidy Wergiliusza. W 1653 roku natomiast ukazał się kolejny burleskowy poemat autorstwa Charles’a i Claude’a Perraultów oraz Beauraina, oparty na Metamorfozach Owidiusza: Les Murs de Troie, ou l’origine du burlesque.
Jako zastępca Pierre’a Charles Perrault obracał się w towarzystwie salonowym. Bywał m.in. u nadintendenta finansów Nicolasa Fouqueta oraz u pisarki Madeleine de Scudéry. Owocem tych kontaktów były utwory zgodne z estetyką préciosité, nawiązujące do salonowych dyskusji teoretycznych o uczuciach i do mody na portrety literackie: Portrait d’Iris (1659), Dialogue de l’Amour et de l’Amitié (1660) oraz Miroir ou la métamorphose d’Orante (1661). W tym samym okresie Perrault tworzył również teksty okolicznościowe, pochlebne wobec władzy. Opiewał pokój pirenejski (Ode sur la paix), ślub Ludwika XIV z Marią Teresą Austriaczką (Ode au mariage du roi), narodziny następcy tronu (Ode au roi sur la naissance du dauphin) i kupno Dunkierki (Discours sur l’acquisition de Dunkerque par le roi).
Panegiryczna twórczość Perraulta szybko zwróciła uwagę Mazzariniego. Po jego śmierci zainteresował się nią nowy minister finansów Jean-Baptiste Colbert. Dzięki zdobytemu w ten sposób uznaniu oraz dzięki protekcji pisarza Jeana Chapelaina w lutym 1663 roku Perrault został sekretarzem nowo utworzonej przez Colberta Akademii Inskrypcji i Medali. Do jej zadań należało układanie dewiz umieszczanych na pomnikach i medalach upamiętniających działania Ludwika XIV, projektowanie zdobnictwa królewskich rezydencji oraz oprawy uroczystości. Od 1664 roku Perrault był również zastępcą Colberta na stanowisku nadintentendenta budowli i z jego ramienia nadzorował prace nad budową Wersalu. Począwszy od 1665 roku brał także udział w posiedzeniach reaktywowanej Akademii Malarstwa i Rzeźby, pełniąc funkcję pośrednika między artystami a Colbertem.
Kiedy Pierre Perrault popadł w długi i sprzeniewierzył dochody z podatków, aby je spłacić, Charles nie zdołał uratować go przed niełaską i utratą urzędu pomimo swych bliskich stosunków z Colbertem]. Z jego protekcji skorzystał natomiast inny z braci, Claude Perrault, z wykształcenia lekarz, a z zamiłowania architekt. W 1666 roku dzięki poleceniu Charles’a został przyjęty do nowo utworzonej Akademii Nauk (Académie des sciences), kiedy zaś w latach 1664–1667 decydowano o kształcie wschodniej pierzei Luwru, Charles przyczynił się do odrzucenia projektu Berniniego i mianowania Claude’a na jednego z członków komisji zarządzającej budową. W napisanych później wspomnieniach Charles przedstawiał brata jako jedynego twórcę ostatecznie przyjętego i zrealizowanego projektu, choć w rzeczywistości było to wspólne dzieło komisji, do której należeli również Louis Le Vau i Charles Le Brun.
W 1668 roku Perrault wydał poemat La Peinture, w którym wychwalał twórczość nadwornego malarza Le Bruna, a jednocześnie składał hołd królowi i przyznawał prymat współczesności nad antykiem. Tym samym po raz pierwszy otwarcie zajął stanowisko w sporze starożytników z nowożytnikami, czyli trwającej od XVI wieku dyskusji między zwolennikami poglądu o doskonałości starożytnych wzorców etycznych i estetycznych a entuzjastami postępu i współczesności. Za panowania Ludwika XIV spór w dużej mierze dotyczył tego, która z tendencji estetycznych i ideologicznych pozwala lepiej wysławiać króla.
Ponadto Perrault w dalszym ciągu oddawał się twórczości okolicznościowej, związanej z pełnionymi funkcjami publicznymi. Przykładem może być podany przez niego w 1668 roku projekt labiryntu w wersalskich ogrodach, w którym znalazło się trzydzieści dziewięć fontann inspirowanych bajkami Ezopa. W 1673 roku Perrault zaproponował serię epigramatów, które miały zostać umieszczone na fontannach, ostatecznie jednak do tego celu wybrano czterowersowe apologi Isaaca de Benserade.
13 listopada 1671 roku Perrault został przyjęty do Akademii Francuskiej, a w lutym kolejnego roku stał się jej kanclerzem i zreformował tryb pracy tej najstarszej i najszacowniejszej z królewskich akademii, której najważniejszym zadaniem było opracowanie normatywnego słownika języka francuskiego. W 1672 roku otrzymał intratny i prestiżowy urząd generalnego kontrolera budowli, sztuk i manufaktur królewskich (contrôleur général des Bâtiments, arts et manufactures du roi). Wtedy też poślubił dziewiętnastoletnią Marie Guichon, która w ciągu sześciu lat małżeństwa urodziła czworo ich dzieci.
Lata siedemdziesiąte przyniosły zaostrzenie sporu starożytników z nowożytnikami, a w szczególności wrogości między Perraultem a Nicolasem Boileau. Jednym z przejawów sporu była podjęta przez Perraulta w 1674 roku obrona Alceste, opery Lully’ego i Philippe’a Quinaulta, przed krytyką starożytników (przede wszystkim Boileau i Racine’a).
Perrault został oficjalnie przyjęty do Akademii Inskrypcji i Medali w 1679 roku, gdy zwolniło się miejsce po śmierci jednego z członków. W kolejnym roku stosunki między Perraultem a Colbertem uległy jednak pogorszeniu, a minister wkrótce zastąpił dotychczasowego współpracownika swoim najmłodszym synem. Trzy lata później, po śmierci Colberta i dojściu do władzy markiza de Louvois, Perrault utracił również miejsce w Akademii Inskrypcji i Medali. Wtedy to wycofał się z życia publicznego, by poświęcić się wychowaniu dzieci i twórczości literackiej.
W kolejnych latach Perrault zajął się pisarstwem religijnym. W 1686 roku podjął próbę stworzenia epopei opartej nie na wzorcach antycznych, lecz na imaginarium chrześcijańskim. Podobnie jednak jak niesławna La Pucelle Chapelaina, Saint Paulin, évêque de Nole Perraulta spotkał się z bardzo chłodnym przyjęciem.
27 stycznia 1687 roku w Akademii Francuskiej odczytano poemat Le siècle de Louis le Grand („Wiek Ludwika Wielkiego”), w którym Perrault ponownie – i po raz pierwszy tak zdecydowanie – przyznawał pierwszeństwo francuskiej współczesności nad antykiem grecko-rzymskim. Utwór wzbudził duże kontrowersje i zaognił spór między starożytnikami i nowożytnikami.
Mimo wymuszonego przez otoczenie publicznego pojednania z Boileau w 1694 roku, Perrault nigdy nie zrezygnował z propagowania idei nowożytników. Swoje poglądy wykładał konsekwentnie w dziełach powstałych w kolejnych latach: czterotomowej Parallèle des Anciens et des Modernes (1688-1697), napisanej w reakcji na mizoginiczną Satyrę X Boileau Apologie des femmes (1694) oraz Hommes illustres qui ont paru en France pendant ce siècle, czyli życiorysach współczesnych artystów, uczonych i mężów stanu (1696).
W latach dziewięćdziesiątych Perrault zainteresował się powstającym wówczas gatunkiem baśni (conte de fées), który zaczął wówczas zdobywać wielką popularność na paryskich salonach. W roku 1694 ukazała się wierszowana Peau d’Âne (Ośla Skórka), zamieszczona w jednym zbiorze z publikowaną już wcześniej nowelą Grisélidis oraz bajką-fabliau Les Souhaits ridicules. W 1697 roku natomiast ukazał się prozatorski zbiór ośmiu baśni, zatytułowany Histoires ou contes du temps passé, zazwyczaj przypisywany Perraultowi, mimo że wydano go pod nazwiskiem jego najmłodszego syna Pierre’a Perraulta Darmancoura. Baśnie oparte były na wątkach ludowych lub zaczerpniętych z wcześniejszych włoskich zbiorów Giovanfrancesa Straparoli i Giambattisty Basilego. Ponieważ nie odwoływały się do tradycji antycznej, lecz do wzorców rodzimych i współczesnych, stanowiły gatunek par excellence nowożytny i były dla Perraulta argumentem w ideologicznym sporze z Boileau i innymi starożytnikami.
W 1699 roku córka pisarza Marie-Madeleine oraz syn Charles Samuel wytoczyli mu proces, żądając podziału spadku po matce. W roku 1700 zmarł najmłodszy syn Perraulta, Pierre Darmancour, a rok później ten sam los spotkał Marie-Madeleine. Sam Perrault zmarł w nocy z 15 na 16 maja 1703 roku i został pochowany w nieistniejącym już kościele Saint-Benoît-le-Bétourné.

## Kontrowersje związane z autorstwem baśni Perraulta
Perrault przyznał się jedynie do autorstwa zbioru zawierającego wierszowaną baśń Peau d’Âne (Ośla Skórka). W przypadku znacznie słynniejszych Histoires ou contes du temps passé kwestia autorstwa jest o wiele mniej pewna i do tej pory budzi kontrowersje.
Otwierająca zbiór dedykacja dla Elżbiety Charlotty Orleańskiej podpisana jest nazwiskiem Pierre’a Perraulta Darmancoura, dziewiętnastoletniego wówczas syna Charles’a Perraulta. Na jego nazwisko został również wydany przywilej zezwalający na druk książki. Ze świadectwa Marie-Jeanne L’Héritier de Villandon, pisarki, kuzynki Perraulta i przyjaciółki rodziny, wynika, że około 1695 roku Darmancour rzeczywiście zajmował się pisaniem baśni. Niektóre pirackie edycje Histoires ou contes, które ukazały się w Holandii, otwarcie przypisywały autorstwo zbioru „synowi pana Perraulta z Akademii Francuskiej”. Co więcej, pierwsza baśń w zbiorze, La Belle au bois dormant (Śpiąca królewna), ukazała się już wcześniej w nieco dłuższej wersji w czasopiśmie Mercure galant i w jednym z późniejszych numerów określona została jako dzieło „syna mistrza”.
Z drugiej strony Jean-Baptiste Dubos w dwóch listach do Pierre’a Bayle’a autorem baśni nazywa Perraulta-ojca. Również Pierre de Villiers w krytycznych dialogach o baśniach (Entretiens sur les contes de fées, 1699) sugeruje, że Charles Perrault miał co najmniej współudział w powstaniu Histoires ou contes. Po przedwczesnej śmierci Pierre’a Darmancoura w nekrologu opublikowanym w Mercure galant nie zamieszczono żadnej wzmianki o baśniach ani w ogóle jakichkolwiek dokonaniach literackich. Taka wzmianka pojawiła się za to w nekrologu Charles’a Perraulta, który został utożsamiony z autorem Śpiącej królewny. Zaznaczyć też trzeba, że pierwsze wydanie prozatorskich baśni zawierające atrybucję „panu Perraultowi” ukazało się już w 1707 roku.
Ze względu na sprzeczne świadectwa z epoki krytycy i badacze zajmują różne stanowiska na temat autorstwa baśni ze zbioru wydanego w 1697 roku. Wyróżnić można cztery najważniejsze teorie:
1. Pierre Darmancour jest wyłącznym autorem Histoires ou contes du temps passé, wydanych bez udziału, a nawet bez wiedzy Charles’a Perraulta.
2. Histoires ou contes du temps passé są efektem wspólnej pracy ojca i syna: Pierre Darmancour napisał zasadniczy zrąb tekstów, a Charles Perrault zredagował je, dodając m.in. wierszowane morały wieńczące każdą z baśni.
3. Charles Perrault jest wyłącznym autorem Histoires ou contes du temps passé, jednak postanowił wydać je pod nazwiskiem syna, podkreślając jeszcze w dedykacji jego młody wiek, aby uniknąć krytyki przeciwników, przede wszystkim Boileau, który wyśmiał już jego Peau d’Âne i Les Souhaits ridicules z 1694 roku.
4. Baśnie, które pod koniec XVII wieku były modną lekturą dla dorosłych, kojarzono mimo wszystko z bajkami ustnymi opowiadanymi dzieciom. Dlatego też, w ramach żartobliwej gry z czytelnikiem, Charles Perrault wydał Histoires ou contes du temps passé pod nazwiskiem rzekomego dziecka, dziewiętnastoletniego Pierre’a Darmancoura, mimo że sam był ich wyłącznym autorem.
Mimo tych kontrowersji baśnie funkcjonują powszechnie jako „baśnie Perraulta”.

## Twórczość
Twórczość burleskowa
- 1653 Les Murs de Troie, ou l’origine du burlesque

Twórczość należąca do nurtu préciosité
- 1659 Portrait d’Iris
- 1660 Dialogue de l’Amour et de l’Amitié
- 1661 Miroir ou la métamorphose d’Orante

Twórczość panegiryczna i okolicznościowa
- 1660 Ode sur la paix
- 1660 Ode au mariage du roi
- 1663 Discours sur l’acquisition de Dunkerque par le roi
- 1682 Le Banquet des dieux pour la naissance de Mgr le duc de Bourgogne

Twórczość krytycznoliteracka i polemiczna
- 1668 La Peinture
- 1674 Critique de l’opéra, ou Examen de la tragédie intitulée Alceste ou le triomphe d’Alcide
- 1687 Le Siècle de Louis le Grand
- 1688 Paralèlle des Anciens et des Modernes en ce qui regarde les arts et les sciences
- 1690 Paralèlle des Anciens et des Modernes en ce qui regarde l’éloquence
- 1692 Paralèlle des Anciens et des Modernes en ce qui regarde la poèsie
- 1694 Apologie des femmes
- 1696 Les Hommes illustres qui ont paru en France pendant ce siècle
- 1697 Paralèlle des Anciens et des Modernes où il est traité de l’astronomie, de la géographie, de la navigation, de la guerre, de la philosophie, de la musique, de la médecine

Twórczość religijna
- 1686 Saint Paulin, évêque de Nole
- 1692 La Création du monde
- 1694 Le Triomphe de sainte Geneviève
- 1697 Adam, ou la Création de l’homme, sa chute et sa réparation. Poème chrétien

Twórczość baśniopisarska
- 1691 La marquise de Salusses, ou La patience de Grisélidis
- 1694 Grisélidis, nouvelle, avec le conte de Peau d'âne, et celui des Souhaits ridicules
  - Grisélidis
  - Peau d'âne (Ośla Skórka)
  - Les Souhaits ridicules
- 1696 La Belle au bois dormant (edycja w Mercure galant)
- 1697 Histoires ou contes du temps passé:
  - La Belle au bois dormant (Śpiąca królewna)
  - Le Petit Chaperon rouge (Czerwony Kapturek)
  - La Barbe bleue (Sinobrody)
  - Le Maître chat ou le Chat botté (Kot w butach)
  - Les Fées (Wróżki)
  - Cendrillon ou la Petite Pantoufle de verre (Kopciuszek)
  - Riquet à la Houppe (Knyps z czubkiem)
  - Le petit Poucet (Paluszek)